# Royal Crown Revue
Royal Crown Revue (RCR) — современный свинг-бэнд, сформированный в Лос-Анджелесе в 1989 году и существующий поныне. Критики часто рассматривают их как основателей движения «Swing Revival».

## История
После участия в фильме «Маска» RCR начали регулярно играть в «The Derby», известном клубе в Лос-Анджелесе в 1993 году, в это время они обрели мировое признание. Популярный фильм «Свингеры» основан на сцене, созданной RCR, но их участию в фильме помешал контракт с «Warner Brothers».
Духовая секция RCR сопровождала Бетт Мидлер в её концертном турне 2003—2004 годов «Kiss My Brass». Трубач Скотт Стин исполнял соло во время концертов.
RCR участвовали во многих фильмах, телевизионных и радио-постановках, включая фильм «Маска», «Late Night with Conan O’Brien», «Viva Variety», «The Today Show» и в телесериале «Баффи — истребительница вампиров». В 1998 году группа выступала на Playboy Jazz Festival, участвовала в студийных и концертных записях вместе с Бетт Мидлер на Billboard Music Awards. Музыканты группы написали музыку — оригинальную тему для WB Network телесезона 1999 года.

## Судебные процессы
С 1996 по 1998 годы, Royal Crown Revue участвовала в судебном процессе против «Amazing Royal Crowns» по причине того, что промоутеры могли спутать эти названия. В соответствии с постановлением в июле 1998 года, другая группа сменила название на «Amazing Crowns»; в ответ Royal Crown Revue согласились отозвать иск.

## Участники
Действующие:
- Eddie Nichols — вокал
- Mando Dorame — тенор-саксофон
- Jim Jedeikin — баритон/альт-саксофон
- Scott Steen — труба
- Mark Cally — гитара
- Dave Miller — бас-гитара
- Daniel Glass — ударные

Бывшие:
- James Achor — гитара
- Veikko Lepisto — бас-гитара
- Bill Ungerman — альт/баритон-саксофон
- en:Enrico Crivellaro — гитара
- Greg Erba — гитара
- Mark Stern — ударные
- Adam Stern — бас-гитара
- Jamie Stern — альт-саксофон

## Дискография
- Kings of Gangster Bop (BYO Records 1991)
- Mugzy’s Move (Warner Bros. Records 1996). Re-released in 1998 adding «Barflies At The Beach»
- Caught In The Act (Live) (Surfdog Records 1997)
- The Contender (Warner Bros. Records 1998)
- Walk On Fire (RCR Records 1999)
- Passport To Australia (Live) (RCR Records 2000)
- Greetings From Hollywood (2004)
- El Toro (2007)
- Live at The Corner Hotel, Melbourne Australia (Live 2007)
- Don’t Be A Grinch This Year (2010)